# Nicollet (cratera)

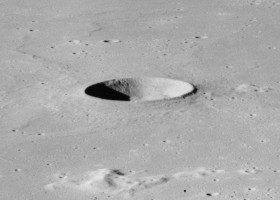
Vista oblíqua voltada para o sul da Apollo 16

Nichollet é uma pequena cratera de impacto lunar isolada no Mare Nubium , uma égua lunar no quadrante sudoeste da Lua . Foi nomeada pelo astrônomo francês Joseph Nicollet .  Esta cratera está localizada ao norte da cratera Pitatus , a meio caminho entre Wolf a oeste e Birt a leste.
Esta é uma cratera circular em forma de tigela com um aro elevado acima da superfície da planície de lava circundante. As paredes interiores inclinam-se para o chão interior, tendo o fundo um diâmetro cerca de metade do da cratera.  Algumas cristas enrugadas estão na superfície da água próxima, unindo-se à borda externa.  Esses recursos são melhor observados sob condições de iluminação oblíqua quando o terminador acaba de passar pela cratera durante a fase de enceramento.

## Crateras satélites
Por convenção, esses recursos são identificados nos mapas lunares, colocando a letra ao lado do ponto médio da cratera, o mais próximo da Nicollet.
| Nicollet | Latitude | Longitude | Diâmetro |
| -------- | -------- | --------- | -------- |
| B        | 20,1 ° S | 13,5 ° W  | 5 km     |
| D        | 23,2 ° S | 12,2 ° W  | 2 km     |